# Petit Moulin
De Petit Moulin (ook: Moulin Lecloux of Moulin de Mousset) is een voormalige watermolen op de Julienne, gelegen in de tot de Belgische gemeente Blegny behorende plaats Saive, aan de Chemin de la Julienne.
Deze bovenslagmolen fungeerde als korenmolen en bestond reeds vóór 1800.
Deze molen lag benedenstrooms van de samenvloeiing van de Ruisseau d'Evegnée met de Julienne en beschikte aldus over voldoende stromend water. Het molenbedrijf kwam in de jaren '50 van de 20e eeuw tot een einde. Lang was het rad nog aanwezig, maar dit werd, evenals het binnenwerk, verwijderd. Het gebouw werd gerenoveerd.